# St. Nepomuk (Dobrná)

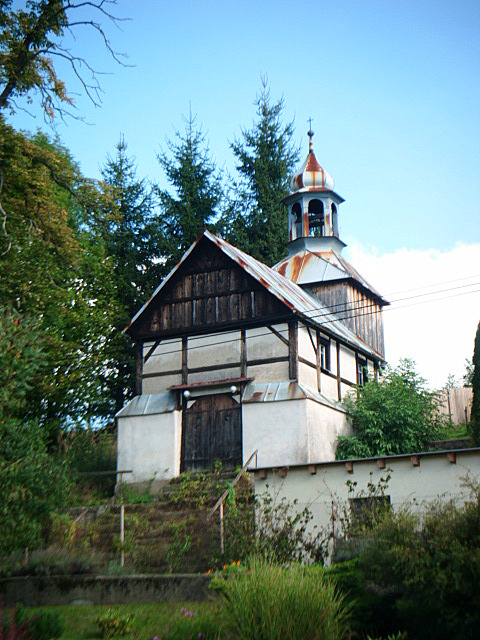
Kapelle St. Nepomuk in Dobrná

Die Kapelle St. Nepomuk in Dobrná (deutsch Dobern), einem Ortsteil der tschechischen Stadt Děčín in der Region Ústecký kraj, wurde vermutlich im 19. Jahrhundert errichtet.
Die dem heiligen Johannes Nepomuk geweihte Kapelle ist ein geschütztes Kulturdenkmal.